# The Game at Radio City
Match précédent Match suivant
The Game at Radio City (improprement le WNBA All-Star Game 2004) est une rencontre tenue à la place du traditionnel WNBA All-Star Game. Cette rencontre de 2004 consiste en un match entre l'équipe des États-Unis et une sélection de All-Stars WNBA le 5 août 2004 dans le Radio City Music Hall de New York.
Dans l'optique des Jeux olympiques 2004, la WNBA interrompt sa saison durant un mois pour permettre la préparation de la sélection américaine. La WNBA ne considère pas cette rencontre comme un All-Star Game officiel et ne comptabilise donc pas les sélections des participantes dans leur palmarès.
L'équipe des États-Unis bat la sélection de joueuses WNBA 74 à 58. Yolanda Griffith est élue MVP de la rencontre avec 11 points et 15 rebonds. Lisa Leslie est la meilleure marqueuse du match avec 15 points.

## Joueuses
| Pos.        | Joueur                | Équipe                      |            |
| Titulaires  | Titulaires            | Titulaires                  | Titulaires |
| ----------- | --------------------- | --------------------------- | ---------- |
| PG          | Dawn Staley           | Sting de Charlotte          |            |
| SG          | Shannon Johnson       | Silver Stars de San Antonio |            |
| SF          | Tamika Catchings      | Fever de l'Indiana          |            |
| PF          | Tina Thompson         | Comets de Houston           |            |
| C           | Lisa Leslie           | Sparks de Los Angeles       |            |
| Remplaçants |                       |                             |            |
| PG          | Sue Bird              | Storm de Seattle            |            |
| SG          | Diana Taurasi         | Mercury de Phoenix          |            |
| SF          | Swin Cash             | Shock de Détroit            |            |
| SF          | DeLisha Milton-Jones* | Sparks de Los Angeles       |            |
| SF          | Katie Smith*          | Lynx du Minnesota           |            |
| SF          | Sheryl Swoopes*       | Comets de Houston           |            |
| PF          | Ruth Riley*           | Shock de Détroit            |            |
| C           | Yolanda Griffith      | Monarchs de Sacramento      |            |
| Entraîneur  |                       |                             |            |
|             | Van Chancellor        | États-Unis                  |            |

| Pos.        | Joueur                  | Équipe                |            |
| Titulaires  | Titulaires              | Titulaires            | Titulaires |
| ----------- | ----------------------- | --------------------- | ---------- |
| PG          | Nikki Teasley           | Sparks de Los Angeles |            |
| SG          | Anna DeForge            | Mercury de Phoenix    |            |
| SF          | Nykesha Sales           | Sun du Connecticut    |            |
| PF          | Cheryl Ford             | Shock de Détroit      |            |
| C           | Taj McWilliams-Franklin | Sun du Connecticut    |            |
| Remplaçants |                         |                       |            |
| PG          | Becky Hammon            | Liberty de New York   |            |
| PG          | Lindsay Whalen          | Sun du Connecticut    |            |
| SG          | Deanna Nolan            | Shock de Détroit      |            |
| SF          | Allison Feaster         | Sting de Charlotte    |            |
| SF          | Mwadi Mabika            | Sparks de Los Angeles |            |
| PF          | Natalie Williams        | Fever de l'Indiana    |            |
| Entraîneur  |                         |                       |            |
|             | Bill Laimbeer           | Shock de Détroit      |            |

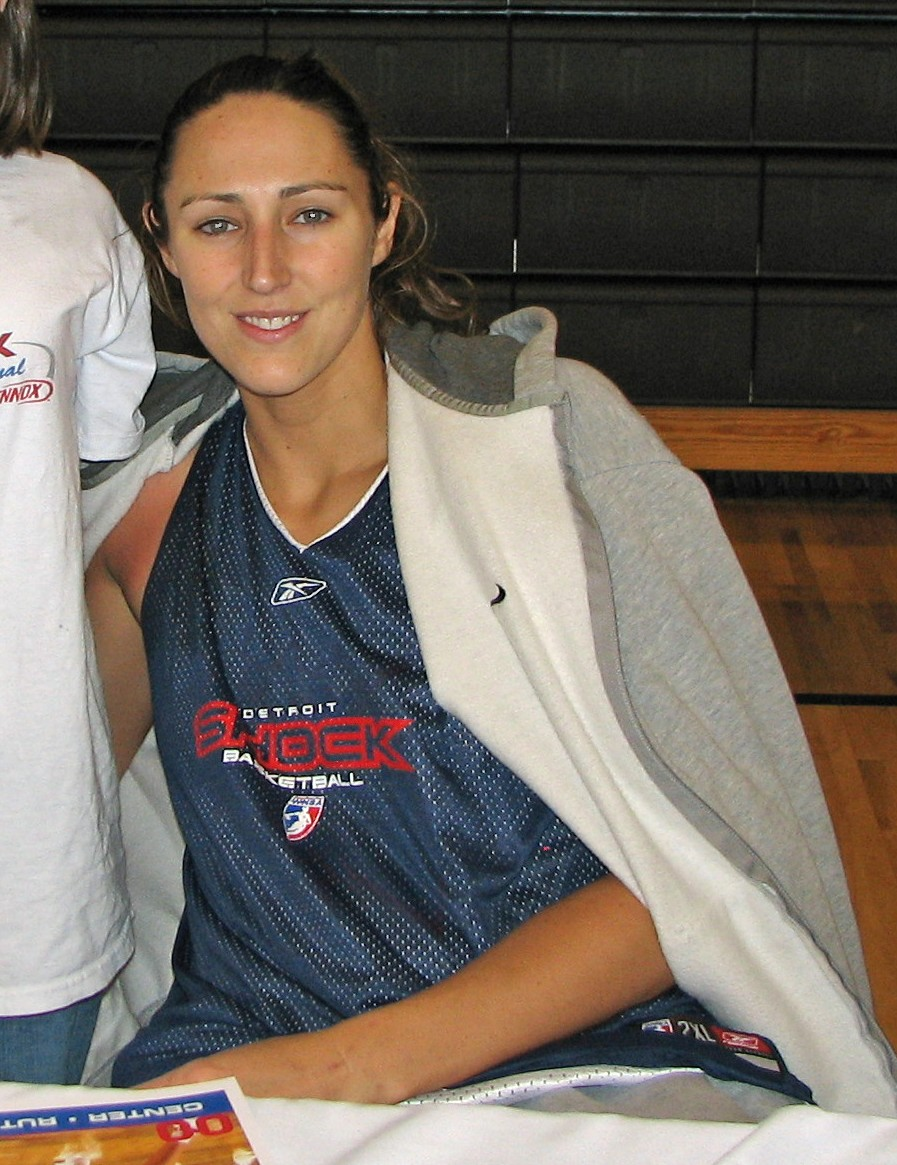
Ruth Riley (ici sous le maillot du Shock de Détroit)

* DeLisha Milton-Jones est forfait sur blessure et est remplacée par Ruth Riley. Katie Smith et Sheryl Swoopes sont également blessées, mais uniquement pour ce match et ne sont pas remplacées. 
Van Chancellor, l'entraîneur des Comets de Houston dirige la sélection américaine et Bill Laimbeer du Shock de Détroit dirige la sélection All-Star de WNBA.
| 5 août |                                                                             | Équipe des États-Unis 74, Sélection WNBA 58 | Équipe des États-Unis 74, Sélection WNBA 58           | Équipe des États-Unis 74, Sélection WNBA 58 |  | Radio City Music Hall, New York Affluence : 5945 | ESPN |
| 5 août | Lisa Leslie 15 Yolanda Griffith 15 Sue Bird, Shannon Johnson, Dawn Staley 3 | Points Rebonds Passes d.                    | Mwadi Mabika 11 Natalie Williams 6 Natalie Williams 4 |                                             |  | Radio City Music Hall, New York Affluence : 5945 | ESPN |